# Chris Stewart
Chris Stewart (Scarborough, Ontario, Kanada, 30. listopada 1987.) kanadski je profesionalni hokejaš na ledu koji igra na poziciji desnog krila. Trenutačno je član Colorado Avalanchea koji se natječe u NHL-u.

## Karijera
Stewart karijeru započinje u sezoni 2004./05. u klubu Kingston Frontenacs koji se natječe u OHL-u. Priliku da zaigra u Frontenacsima dobio je nakon što je zadovoljio na probi koju mu je pak omogućio kapetan momčadi, odnosno, stariji brat Anthony Stewart. Anthonyju je to bila posljednja sezona u klubu nakon čega je prešao u redove Florida Panthersa, pa je s Chrisom igrao zajedno tek jednu sezonu. Nakon odlaska Anthonyja kapetanom je imenovan Adam Nemeth dok je Chris imenovan kao jedan od zamjenika kapetana. 13. listopada 2006. godine, u svojoj posljednjoj sezoni u klubu, imenovan je i kapetanom momčadi. U klubu je proveo tri sezone odigravši 187 utakmica u regularnom dijelu sezona pri čemu je prikupio 199 bodova, odnosno, 91 pogodak i 108 asistencija. S klubom je igrao u doigravanju u dva navrata pri čemu je upisao 11 nastupa te 8 bodova.

### Colorado Avalanche (2007. – danas)
Na draftu 2006. godine u 1. krugu kao 18. izbor odabrao ga je Colorado Avalanche. Pred sam kraj sezone 2006./07. započinje svoju profesionalnu karijeru upisavši pet nastupa u regularnom dijelu sezone u dresu Albany River Ratsa, tadašnjoj podružnici Avalanchea, koji se natječe u AHL-u. Sljedeće sezone nastupa za Lake Erie Monsters, novu AHL podružnicu Avalanchea. Sezonu 2008./09. započinje u AHL-u odigravši 19 utakmica s Monstersima da bi 5. prosinca 2008. godine bio prebačen u Colorado, nakon što se Joe Sakic ozbiljnije ozljedio, kad ujedno upisuje i svoj prvi nastup u NHL-u u utakmici protiv Dallas Starsa. 9. prosinca 2008. godine postiže i svoj prvi pogodak, ujedno i pogodak s igračem manje, u utakmici protiv Los Angeles Kingsa.

## Statistika karijere
Bilješka: OU = odigrane utakmice, G = gol, A = asistencija, Bod = bodovi, KM = kaznene minute
| 2004./05.       | Kingston Frontenacs | OHL             | 64  | 18 | 12  | 30  | 45  | —  | — | — | — | —  |
| 2005./06.       | Kingston Frontenacs | OHL             | 62  | 37 | 50  | 87  | 118 | 6  | 2 | 0 | 2 | 13 |
| 2006./07.       | Kingston Frontenacs | OHL             | 61  | 36 | 46  | 82  | 108 | 5  | 4 | 2 | 6 | 6  |
| 2006./07.       | Albany River Rats   | AHL             | 5   | 1  | 2   | 3   | 2   | 1  | 0 | 0 | 0 | 0  |
| 2007./08.       | Lake Erie Monsters  | AHL             | 77  | 25 | 19  | 44  | 93  | —  | — | — | — | —  |
| 2008./09.       | Lake Erie Monsters  | AHL             | 19  | 5  | 6   | 11  | 23  | —  | — | — | — | —  |
| 2008./09.       | Colorado Avalanche  | NHL             | 53  | 11 | 8   | 19  | 54  | —  | — | — | — | —  |
| 2009./10.       | Colorado Avalanche  | NHL             | 41  | 13 | 15  | 28  | 43  |    |   |   |   |    |
| Sveukupno - OHL | Sveukupno - OHL     | Sveukupno - OHL | 187 | 91 | 108 | 199 | 271 | 11 | 6 | 2 | 8 | 19 |
| Sveukupno - AHL | Sveukupno - AHL     | Sveukupno - AHL | 101 | 31 | 27  | 58  | 118 | 1  | 0 | 0 | 0 | 0  |
| Sveukupno - NHL | Sveukupno - NHL     | Sveukupno - NHL | 94  | 24 | 23  | 47  | 97  |    |   |   |   |    |

## Privatni život
Stweart je najmlađi od sedmero djece koje su podigli otac Norman Stewart, jamajkanski iseljenik, i majka Sue, rođena Kanađanka. Odrastao je u siromaštvu, ali to nije spriječilo njegova brata Anthonyja i njega da se bave hokejom na ledu.

## Vanjske poveznice
- Profil na NHL.com
- Profil na theAHL.com
- Profil na The Internet Hockey Database